# I'll Follow the Sun
I'll Follow the Sun è una canzone dei Beatles, composta da Paul McCartney, ma accreditata come tradizione alla coppia Lennon-McCartney.

## La canzone

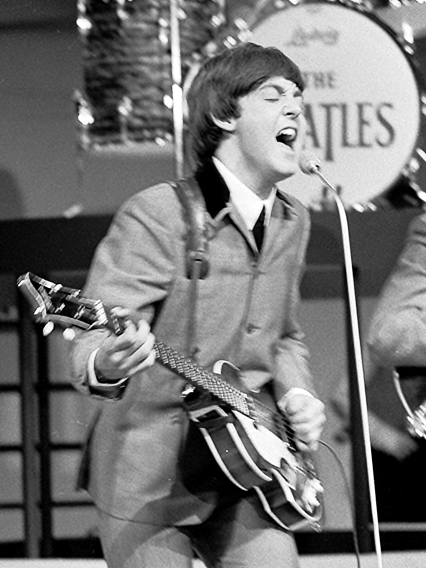
McCartney all'epoca della pubblicazione del brano

### Composizione e le prime versioni
I'll Follow the Sun è stata una delle prime canzoni composte da McCartney, all'età di sedici anni. L'ex-batterista della band, Pete Best, ricorda che egli spesso suonava su un pianoforte la canzone. Una prova della canzone, con McCartney, Lennon e Harrison alle chitarre elettriche, Stuart Sutcliffe al basso e Best alla batteria è stata registrata a casa di Paul nel 1960.

### L'apparizione inBeatles for Sale
Sei anni dopo la composizione, I'll Follow the Sun venne riesumata per comparire nell'album Beatles for Sale. Il testo della canzone non cambia molto, mentre la strumentazione varia: ora Paul McCartney è al basso, e compare una chitarra acustica suonata da Lennon. Inoltre, non è presente la batteria, sostituita dalle gambe percosse di Ringo Starr. Ciò avvenne con un microfono tra le gambe.

#### L'apparizione inBeatles for Sale (N.2)
Nel secondo Extended play tratto dall'album compare, nel Lato A, la canzone.

## Formazione
- Paul McCartney: voce, basso elettrico
- John Lennon: cori, chitarra ritmica acustica
- George Harrison: cori, chitarra solista
- Ringo Starr: percussioni